# Bokeysheh
Bokeysheh (persiska: بکیشه) är en ort i Iran.   Den ligger i provinsen Khuzestan, i den centrala delen av landet, 500 km sydväst om huvudstaden Teheran. Bokeysheh ligger 29 meter över havet och antalet invånare är 371.
Terrängen runt Bokeysheh är mycket platt. Runt Bokeysheh är det ganska tätbefolkat, med 129 invånare per kvadratkilometer. Närmaste större samhälle är Zovīyeh-ye Do, 7,8 km sydväst om Bokeysheh. Omgivningarna runt Bokeysheh är i huvudsak ett öppet busklandskap.